# Ammotrechesta garcetei
Ammotrechesta garcetei är en spindeldjursart som beskrevs av Armas 1993. Ammotrechesta garcetei ingår i släktet Ammotrechesta och familjen Ammotrechidae. Inga underarter finns listade i Catalogue of Life.